# Schweizer Nordische Skimeisterschaften 1952
Die Schweizer Nordischen Skimeisterschaften 1952 fanden am 2. und 3. Februar 1952 in Le Brassus und am 10. März 1952 in Château-d’Oex statt. Ausgetragen wurden im Skilanglauf die Distanzen 16 km und 50 km sowie die 4 × 10-km-Staffel. Alfons Supersaxo gewann den 16-km-Lauf, den 50-km-Lauf und den Wettbewerb in der Nordischen Kombination. Zudem siegte die Staffel vom SC Stoos. Das Skispringen gewann erstmals Jan Aamnes.

## Skilanglauf

### 16 km
| Platz | Name             | Verein       | Zeit (std) |
| ----- | ---------------- | ------------ | ---------- |
| 01    | Alfons Supersaxo | Saas-Fee     | 1:04:57    |
| 02    | Alfred Kronig    | Zermatt      | 1:05:31    |
| 03    | Walter Lötscher  | Entlebuch    | 1:06:12    |
| 04    | Karl Bricker     | SC Stoss     | 1:06:25    |
| 05    | Josef Schnyder   | SC Stoos     | 1:06:27    |
| 06    | Fritz Zurbuchen  | Kandersteg   | 1:06:39    |
| 06    | Karl Hischier    | Oberwald     | 1:06:39    |
| 08    | Otto Beyeler     | Sangernboden | 1:07:12    |
| 09    | Werner Zwingli   | Altstetten   | 1:07:32    |
| 10    | Herbert Kronig   | Zermatt      | 1:07:39    |

Datum: Samstag, 2. Februar 1952 in Le Brassus
 Alfons Supersaxo aus Saas-Fee gewann mit 34 Sekunden Vorsprung auf dem Vorjahressieger Alfred Kronig. Es waren 150 Teilnehmer am Start.

### 50 km
| Platz | Name             | Verein        | Zeit (std) |
| ----- | ---------------- | ------------- | ---------- |
| 01    | Alfons Supersaxo | Saas-Fee      | 3:51:55    |
| 02    | Samuel Gander    | Château-d’Oex | 3:56:03    |
| 03    | Christian Wenger | Schwyz        | 3:57:14    |
| 04    | Ernst Heymann    | Zweisimmen    | 3:57:43    |
| 05    | Marcel Matthey   | La Brévine    | 3:57:57    |

Datum: Sonntag, 9. März 1952 in Château-d’Oex

Alfons Supersaxo aus Saas-Fee gewann mit einer Zeit von 3:51:55 Stunden und mit vier Minuten und acht Sekunden Vorsprung auf Samuel Gander.

### 4 × 10 km Staffel
| Platz | Namen                                                                 | Verein              | Zeit (std) |
| ----- | --------------------------------------------------------------------- | ------------------- | ---------- |
| 01    | Franz Schelbert Alois Schelbert Josef Schnyder Karl Bricker           | SC Stoos            | 3:02:17    |
| 02    | Stanislaus Kalbermatten Erich Imseng Alois Supersaxo Alfons Supersaxo | SK Allalin Saas-Fee | 3:05:48    |
| 03    | M Thiebaud Samuel Henchoz Samuel Gander Alfred Roch                   | SC Château-d’Oex    | 3:06:33    |

Datum: Sonntag, 3. Februar 1952 in Le Brassus 

## Nordische Kombination

### Einzel
| Platz | Name              | Ort        | Punkte |
| ----- | ----------------- | ---------- | ------ |
| 01    | Alfons Supersaxo  | Saas-Fee   | 42,0   |
| 02    | Fritz Kocher      | Wald       | 71,23  |
| 03    | André Reymond     | Le Brassus | 78,42  |
| 04    | François Duvoisin | Les Rasses | 80,11  |
| 05    | Franz Regli       | Andermatt  | 91,92  |
| 06    | Reymond Bissat    | Ste-Croix  | 100,23 |

Datum: Samstag, 2. Februar 1952 in Le Brassus
 Alfons Supersaxo gewann nach 1947, 1949 und 1951 seinen vierten Schweizer Meistertitel in der Nordischen Kombination.

## Skispringen

### Normalschanze
| Platz | Name             | Verein         | Punkte |
| ----- | ---------------- | -------------- | ------ |
| 01    | Jan Aamnes       | Zürich         | 208,0  |
| 02    | Jacques Perreten | Les Diablerets | 201,5  |
| 03    | Andreas Däscher  | SC Davos       | 196,5  |
| 04    | Fritz Schneider  | SC Davos       | 188,5  |
| 05    | Hans Däscher     | SC Davos       | 187,0  |
| 05    | Knut Nylund      | Zürich         | 187,0  |
| 07    | Conrad Rochat    | Le Brassus     | 186,5  |
| 08    | Georg Keller     | SC Davos       | 180,5  |

Datum: Sonntag, 3. Februar 1952 in Le Brassus
Jan Aamnes gewann auf der Chirurgienne mit Weiten von 61 und 59 Metern seinen ersten Meistertitel.